# Diego Klattenhoff
Diego Klattenhoff (Nova Scotia, 30 november 1979) is een Canadees acteur. Hij wilde als kind een professionele honkbalspeler worden, maar koos voor een acteercarrière en verhuisde op zijn 19de naar Toronto. Klattenhoff is vooral bekend als Mike Faber in de televisieserie Homeland en als Donald Ressler in de televisieserie The Blacklist. Hij werd in 2013 samen met de cast van Homeland genomineerd voor een Screen Actors Guild Award.

## Filmografie
- Mean Girls (2004)
- Cube Zero (2004)
- Ice Princess (2005)
- Lucky Number Slevin (2006)
- At the Hotel (televisieserie) (2006)
- Whistler (televisieserie) (2007)
- The Informers (2009)
- Mercy (televisieserie) (2009 -2010)
- The Dry Land (2010)
- Homeland (televisieserie) (2011 - 2013)
- Unconditional (2012)
- After Earth (2013)
- Pacific Rim (2013)
- The Blacklist (televisieserie) (2013 - 2023)
- Lavender (2016)
- Radius (2017)
- Supernatural (Episode 'Croatoan')